# Марија Вализер
Марија Вализер је бивша швајцарска алпска скијашица. Двострука је победница у укупном поретку Светског купа и вишеструка светска шампионка.

## Биографија
У Светском купу је дебитовала 3. децембра 1980. у Вал д'Изеру а прву победу је остварила 21. јануара 1983. у спусту који је вожен у Межеву. Током каријере победила је у 25 трка Светског купа што је сврстава међу најуспешније алпске скијашице свих времена. Победе је остварила у свим дисциплинама осим у слалому. Такође је освојила и мале кристалне глобусе у свим дисциплинама осим у слалому.
На Олимпијским играма 1984. у Сарајеву освојила је сребро у спусту иза сународнице Микеле Фиђини. У сезонама 1985/86. и 1986/87. је освојила велике кристалне глобусе. Један од највећих успеха у каријери остварила је 1987. на Светском првенству у Кран Монтани када је била најбоља у спусту и супервелеслалому, док је у велеслалому била трећа.
На Олимпијским играма 1988. у Калгарију освојила је две бронзане медаље у велеслалому и комбинацији.
Пред крај каријере на Светском првенству 1989. у Вејлу освојила је златну медаљу у спусту. Каријеру је окончала у марту 1990.

## Освојени кристални глобуси
| Сезона | Дисциплина      |
| ------ | --------------- |
| 1984.  | Спуст           |
| 1986.  | Укупно          |
| 1986.  | Спуст           |
| 1986.  | Комбинација     |
| 1987.  | Укупно          |
| 1987.  | Супервелеслалом |
| 1987.  | Велеслалом      |

## Победе у Светском купу
25 победа (14 у спусту, 3 у супервелеслалому, 6 у велеслалому, 2 у комбинацији)
| Датум              | Место                | Трка            |
| ------------------ | -------------------- | --------------- |
| 21. јануар 1983.   | Межев                | Спуст           |
| 5. фебруар 1983.   | Сарајево             | Спуст           |
| 8. децембар 1983.  | Вал д'Изер           | Спуст           |
| 21. јануар 1984.   | Вербје               | Спуст           |
| 8. март 1985.      | Саншајн Вилиџ        | Спуст           |
| 11. јануар 1986.   | Бад Гаштајн          | Спуст           |
| 12. јануар 1986.   | Бад Гаштајн          | Комбинација     |
| 5. фебруар 1986.   | Вал Цолдана          | Велеслалом      |
| 1. март 1986.      | Фурано               | Спуст           |
| 8. март 1986.      | Саншајн Вилиџ        | Спуст           |
| 9. март 1986.      | Саншајн Вилиџ        | Комбинација     |
| 14. децембар 1986. | Вал д'Изер           | Супервелеслалом |
| 20. децембар 1986. | Вал Цолдана          | Велеслалом      |
| 6. јануар 1987.    | Залбах-Хинтерглем    | Супервелеслалом |
| 18. јануар 1987.   | Бишофсвизен          | Велеслалом      |
| 27. фебруар 1987.  | Цвизел               | Велеслалом      |
| 15. март 1987.     | Вејл                 | Супервелеслалом |
| 22. март 1987.     | Сарајево             | Велеслалом      |
| 4. децембар 1987.  | Вал д'Изер           | Спуст           |
| 16. јануар 1988.   | Цинал                | Спуст           |
| 15. децембар 1988. | Алтенмаркт им Понгау | Спуст           |
| 19. јануар 1989.   | Тињ                  | Спуст           |
| 4. март 1989.      | Фурано               | Велеслалом      |
| 9. децембар 1989.  | Стимбоут Спрингс     | Спуст           |
| 13. јануар 1990.   | Хаус им Енштал       | Спуст           |